# Armored Core: Last Raven
Armored Core: Last Raven est un jeu vidéo d'action et de tir à la troisième personne développé et édité par FromSoftware, sorti en 2005 sur PlayStation 2 et PlayStation Portable.
C'est le dernier épisode de la série Armored Core à être sorti sur PlayStation 2.
Cet opus est l'ultime chapitre de l'histoire racontée à travers Armored Core 3, Silent Line: Armored Core et Armored Core: Nexus, dont il est la suite directe.
Last Raven est également le dernier jeu de la série à utiliser le moteur graphique d'Armored Core 3.
Armored Core 4, l'épisode suivant, est sorti sur PlayStation 3 et Xbox 360. Il a donc nécessité un tout nouveau moteur.
Pour la première fois dans la série, le scénario n'est pas linéaire. Il est possible d'emprunter divers cheminements, qui mènent à des fins différentes. En fonction des décisions du joueur, du choix des missions et des factions qu'il rallie, l'histoire et sa conclusion peuvent totalement changer. Le jeu propose six fins distinctes.

## Trame

### Contexte
À la fin d'Armored Core: Nexus, Navis a joué sa dernière carte en essayant de prendre le contrôle d'une arme ancestrale de haute technologie. Il en a résulté la destruction partielle du monde. Dans le but d'affirmer leur puissance, les principales autres compagnies (Crest, Mirage et Kisaragi) ont fusionné pour donner naissance à une super coalition : l'Alliance. Le Raven Jack-O, qui jouait un rôle mineur dans Armored Core: Nexus, ne tolère plus le joug qu'imposent les compagnies et voit l'Alliance comme une menace à endiguer. C'est ainsi qu'il crée Vertex, une organisation de Ravens, qui surgit des cendres de la Raven's Ark.  Après avoir rallié à sa cause un nombre non négligeable de ces mercenaires pilotes d'AC, Jack-O déclare qu'il lancera un assaut final contre l'Alliance dans 24 heures. Le Raven Evangel, également présent dans Nexus, est le chef militaire de l'Alliance. Il a également gagné le soutien de nombreux Ravens et il se prépare à affronter Jack-O. Pour rendre les choses encore plus compliquées, beaucoup de Ravens sont devenus des chefs de guerre indépendants depuis la dissolution de la Raven's Ark.
Et enfin, il y a vous. Vous êtes contacté par les deux camps, qui ont besoin de vos services. Allez-vous travailler pour l'Alliance ou aider Vertex à détruire la coalition ? À vous de choisir, Raven.

### Synopsis
Au début du jeu, le Raven (le joueur) a le choix entre trois missions : deux sont proposées par l'Alliance, une par Vertex. Après avoir accompli celle qu'il a sélectionnée, il découvre (ou rencontre) Evangel, Zinaida et Jack-O, les personnages principaux de l'histoire.
Au fil des missions, le Raven apprend qu'il y a des chances qu'il soit un Dominant, c'est-à-dire un pilote extrêmement puissant qui, à lui seul, peut déterminer l'issue de la guerre. Plus que désireux d'être dignes de ce titre, Evangel et Zinaida trouvent n'importe quel prétexte pour affirmer leur talent au combat et montrer qu'ils sont les plus forts. Dans sa quête désespérée du pouvoir, Evangel trahit l'Alliance et rejoint Vertex. Le Raven Triturate tente de le suivre mais se fait tuer. Pendant ce temps, Jack-O s'arrange pour que Zinaida et le joueur accomplissent diverses missions au cours desquelles ils sont confrontés à d'autres Ravens, qu'ils réussissent à éliminer. Obsédé par l'idée de trouver le pilote d'AC ultime, Jack-O va même jusqu'à trahir ses alliés de Vertex pour tester les capacités du joueur.
Le conflit s'intensifie dans la centrale électrique de Querr. Le Raven y découvre un Pulverizer, une arme autonome redoutable. Ces machines de guerre recueillent des données lors de leur destruction pour contribuer à la création de nouveaux modèles encore plus performants. Par la suite, un autre Pulverizer s'attaque au désert de Garav et à la base de Tartarus, révélant le potentiel destructeur de ces armes. Parallèlement, le centre d'étude environnementale de Triton, où la compagnie Kisaragi développait des armes biologiques, est détruit.
On apprend ensuite le véritable objectif de Jack-O. L'attaque finale n'a pas pour but de renverser l'Alliance, mais de détruire l'Internecine (« le Fratricide » en français). Il s'agit d'un système informatique responsable de la production des armes autonomes kamikazes dans Nexus. Dorénavant, l'Internecine vise à créer un Pulverizer invincible qui détruira l'humanité si rien n'est fait pour l'en empêcher. Pour stopper l'Internecine, Jack-O cherche un Raven susceptible d'être un Dominant. Zinaida et le joueur sont les deux derniers candidats. La fin de l'histoire dépend des missions que le joueur a décidé d'accomplir et des clients pour lesquels il a travaillé.

## Version PlayStation Portable
Le jeu a fait l'objet d'un portage sur PlayStation Portable, intitulé Armored Core: Last Raven Portable. Il est sorti le 4 mars 2010 au Japon et le 4 mai 2010 aux États-Unis. Il n'a jamais été annoncé pour l'Europe.
Cette version dispose de quelques améliorations par rapport à l'original, comme le support de l'affichage 16/9, l'amélioration des menus, la connexion ad-hoc, de nouvelles pièces exclusives et la possibilité d'importer des données de sauvegarde issues d' Armored Core 3 Portable et d' Armored Core: Silent Line Portable.
En bonus de précommande, les joueurs japonais pouvaient recevoir un artbook avec un code pour télécharger la Darkmoon, une version modifiée de l'épée laser Moonlight, dans Armored Core V sur PlayStation 3.

## Accueil
Les critiques envers Last Raven sont mitigées. D'un côté, on a salué le fait qu'il ne trahit pas l'essence de la série et qu'il propose toujours un niveau de personnalisation élevé, mais d'un autre, on lui a reproché son extrême difficulté pour les néophytes. Le site américain GameSpot trouve que le jeu dans son ensemble est excessivement compliqué et repose trop sur les échecs du joueur pour qu'il apprenne de ses erreurs et prépare des AC parfaitement adaptés à chaque nouveau déploiement. Il donne au jeu la note de 5,7/10.
Un autre site américain, IGN, donne un avis un peu plus positif. Néanmoins, il critique la courbe d'apprentissage beaucoup trop raide et un manque d'améliorations graphiques et de nouveautés dans la formule de la série. Le site donne jeu la note de 6,4/10.